# John Paul (Politiker, 1883)

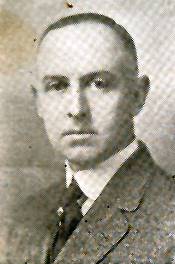
John Paul

John Paul Jr. (* 9. Dezember 1883 in Harrisonburg, Virginia; † 13. Februar 1964 in Ottobine, Virginia) war ein US-amerikanischer Jurist und Politiker. In den Jahren 1922 und 1923 vertrat er den Bundesstaat Virginia im US-Repräsentantenhaus; später wurde er Bundesrichter.

## Werdegang
John Paul Jr. war der Sohn des gleichnamigen Kongressabgeordneten John Paul (1839–1901). Er besuchte sowohl öffentliche als auch private Schulen. Im Jahr 1903 absolvierte er das Virginia Military Institute in Lexington, an dem er danach bis 1904 selbst unterrichtete. Nach einem anschließenden Jurastudium an der University of Virginia in Charlottesville und seiner 1906 erfolgten Zulassung als Rechtsanwalt begann er in Harrisonburg in diesem Beruf zu arbeiten. Gleichzeitig schlug er als Mitglied der Republikanischen Partei eine politische Laufbahn ein. Zwischen 1912 und 1924 war er Delegierter zu allen Republican National Conventions. Von 1911 bis 1915 gehörte er dem Senat von Virginia an. In den Jahren 1916 und 1918 kandidierte er jeweils erfolglos für das US-Repräsentantenhaus. Während des Ersten Weltkrieges diente er von 1917 bis 1919 in der US Army; dabei war er in Europa eingesetzt. Von 1919 bis 1922 war Paul erneut Staatsenator in Virginia. Zur gleichen Zeit fungierte er als juristischer Vertreter der Stadt Harrisonburg.
Bei den Kongresswahlen des Jahres 1920 unterlag John Paul dem Amtsinhaber Thomas W. Harrison. Er legte aber gegen den Wahlausgang Widerspruch ein. Als diesem stattgegeben wurde, konnte er am 15. Dezember 1922 das Mandat von Harrison übernehmen und die Legislaturperiode bis zum 3. März 1923 beenden. Bei den Wahlen des Jahres 1920 verlor er gegen seinen Vorgänger Harrison, der damit am 4. März 1923 sein altes Mandat wieder antreten konnte.
In den Jahren 1923 und 1924 arbeitete Paul als Special Assistant für das Bundesjustizministerium. Danach praktizierte er wieder als Anwalt. Von 1929 bis 1932 amtierte er als Bundesstaatsanwalt für das westliche Virginia. Ihm folgte Joseph Crockett Shaffer, der auch sein Vorgänger gewesen war. Von 1932 bis 1959 war er als Nachfolger von Henry C. McDowell Richter am Bundesbezirksgericht im westlichen Distrikt seines Staates. Danach arbeitete er noch als Teilzeitrichter. Außerdem bewirtschaftete er seine Farm im Rockingham County. John Paul starb am 13. Februar 1964 in Ottobine.